# Ferdynand Stokowski
Ferdynand Ignacy Stokowski, né le 26 août 1776 à Sierpowie (Pologne) et mort en 1827, est un officier polonais ayant servi durant les guerres napoléoniennes. 
Capitaine en 1807, il est capturé par les Russes puis, libéré, il devient le 12 mars 1808 commandant du 3e escadron des chevau-légers polonais de la Garde impériale, régiment nouvellement formé. Absent lors de la charge de Somosierra, il combat à Wagram, où les Polonais culbutent les uhlans autrichiens. Il combat ensuite en Espagne et est promu colonel du 7e régiment de chevau-légers lanciers (ancien 1er régiment de lanciers de la Vistule).
Lors de la retraite de Russie, il amène à l'Empereur un renfort de 78 lanciers polonais de la Garde qui composent une partie de l'escorte de Napoléon lors de son retour en France. 